# Jean Constantin
Constantin Cornel Jean, conhecido como Jean Constantin (21 de agosto de 1927, Techirghiol — 26 de maio de 2010), foi um ator romeno. De ascendência grega, Constantin notabilizou-se pela atuação em papeis cômicos, nas séries B.D. (Brigada Diverse) e Toate pânzele sus (1976); e em filmes filmes de ação e de comédia dirigidos por Sergiu Nicolaescu.